# Dizionario bilingue

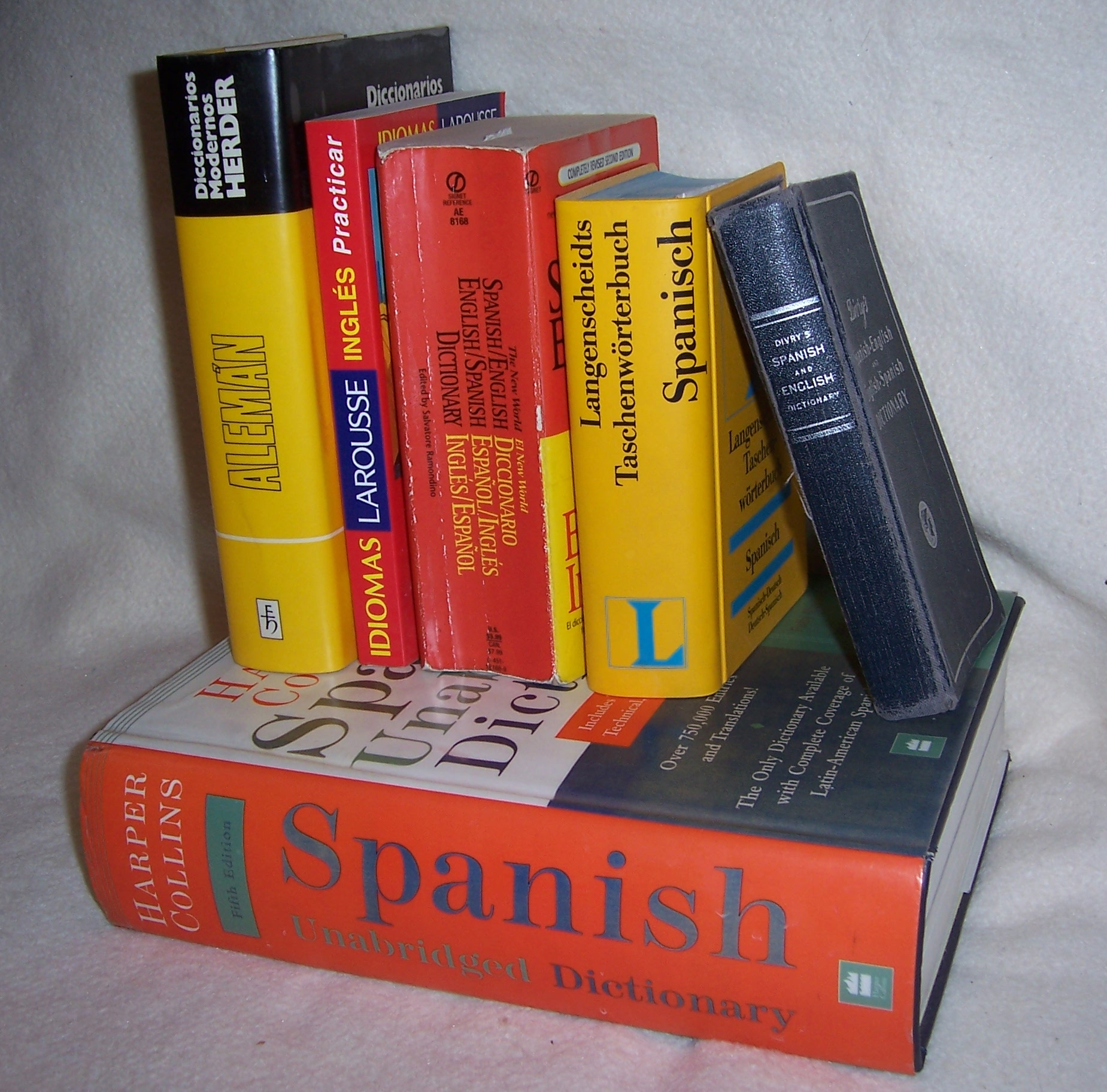
Dizionari bilingui di varie dimensioni

Un dizionario bilingue è un dizionario specializzato per tradurre parole o frasi da una lingua all'altra, laddove un dizionario monolingue definisce parole e frasi invece di tradurle.
I dizionari bilingui possono essere unidirezionali, nel senso che elencano i significati delle parole di una lingua in un'altra, oppure bidirezionali, consentendo in tal caso la traduzione da e verso entrambe le lingue. I dizionari bilingue bidirezionali di solito sono composti da due sezioni, ciascuna delle quali elenca in ordine alfabetico parole e frasi di una lingua insieme alla loro traduzione. Essi inoltre contengono sezioni dedicate alle parti del discorso e alle loro eventuali declinazioni e coniugazioni, insieme a esempi di frasi, guide stilistiche, tabelle dei verbi, mappe e riferimenti grammaticali.